# جورج كريستوفر أرشيبالد
جورج كريستوفر أرشيبالد هو اقتصادي كندي، ولد في 30 ديسمبر 1926، وتوفي في 22 فبراير 1996.